# Фінал Кубка Іспанії з футболу 1935
Фінал Кубка Іспанії з футболу 1935 — футбольний матч, що відбувся 30 червня 1935 року. У ньому визначився 35-й переможець кубка Іспанії.

## Шлях до фіналу
| Севілья           | Севілья   | Севілья                  | Раунд      | Сабадель   | Сабадель  | Сабадель                 |
| ----------------- | --------- | ------------------------ | ---------- | ---------- | --------- | ------------------------ |
| Суперник          | Результат | Матчі                    |            | Суперник   | Результат | Матчі                    |
| Мадрид            | 1–0       | 1–0 вдома; 0–0 на виїзді | 1/8 фіналу | Сельта     | 8–4       | 3–4 на виїзді; 5–0 вдома |
| Атлетіко (Мадрид) | 5–4       | 2–2 на виїзді; 3–2 вдома | 1/4 фіналу | Реал Бетіс | 3–1       | 1–1 на виїзді; 2–0 вдома |
| Осасуна           | 5–1       | 4–1 вдома; 1–0 на виїзді | 1/2 фіналу | Леванте    | 4–1       | 2–1 на виїзді; 2–0 вдома |

## Подробиці
| 30 червня 1935 |

| Севілья                        | 3:0      | Сабадель |
| ------------------------------ | -------- | -------- |
| Кампаналь 36', 78' Брасеро 89' | Протокол |          |

| Нуево Чамартин, Мадрид Глядачів: 15 000 Арбітр: Педро Ескартін |

|  |  |

| В             |  | Гільєрмо Ейсагірре (к) |
| З             |  | Дева                   |
| З             |  | Ескальдуна             |
| ПЗ            |  | Федеріко Сайс          |
| ПЗ            |  | Антоніо Сегура         |
| ПЗ            |  | Мануель Алькасар       |
| Н             |  | Адольфо Брасеро        |
| Н             |  | Таче                   |
| Н             |  | Гільєрмо Кампаналь     |
| Н             |  | Мігель Торронтегі      |
| Н             |  | Хосе Лопес             |
| Тренер:       |  |                        |
| Рамон Енсінас |  |                        |

| В                |  | Хуан Массіп        |
| З                |  | Сальвадор Бланч    |
| З                |  | Хосе Моррал        |
| ПЗ               |  | Вісенте Грасія     |
| ПЗ               |  | Валентін Фонт      |
| ПЗ               |  | Хосе Аргемі        |
| Н                |  | Мануель Парера     |
| Н                |  | Хосе Барсело       |
| Н                |  | Мігель Гуаль       |
| Н                |  | Анхель Кальвет (к) |
| Н                |  | Антоніо Сангюеса   |
| Тренер:          |  |                    |
| Хуан Тена Гімера |  |                    |